# Carlsminde
Carlsminde er et landsted i rokokostil beliggende ved Søllerødvej 30 i Søllerød, Holte, Rudersdal Kommune. Bygningen er opført i 1751 og har siden 1971 huset partiet Venstres Landsorganisation. Carlsminde har bl.a. været ejet af etatsråd Isak Glückstadt.
Den enetages bygning, der er 11 fag lang og krones af et mansardtag, har været fredet siden 1918. Ejendommen fik navnet Carlsminde af Bolette Rudolphine Berg (1761–1836) som minde om hendes afdøde mand Carl Berg. Hun anlagde også den 3,5 hektar store park i engelsk havestil.
En anden kendt ejendom på samme vej er Søllerød Slot.

## Ejere af Carlsminde
(listen er ikke komplet)
- Hoflæge og kancelliråd Johan Peter Homuth (1751-?)
- Grosserer og fabrikant Peter Wasserfalls (?-1782)
- Statsminister Christian Ditlev Frederik Reventlow
- Hofjægermester Rasmus Petersen (1855-1867)
- Komponist Emil Hartmann (1867-)
- Kammerherre G. F. Bentzen (1890'erne)
- Etatsråd og bankdirektør Isak Glückstadt (1903-1913)
- Dethlef Jürgensen (1913-1947)
- Direktør Erik Møller (1950-erne)
- Enkefru Højesteretssagfører Gerda Schiørring, født Riis  (1959 - 1970)
- Partiet Venstre (1970-2024)
- Moesgaard Consulting ApS (2024- )